# ポップス・ステイプルズ
ローバック・"ポップス"・ステイプルズ（Roebuck "Pops" Staples、1914年12月28日 - 2000年12月19日）は、アメリカ合衆国のゴスペル、R&Bのミュージシャンである。1960年代から1970年代にかけてゴスペルの中心的存在であった。彼はソングライターであり、ギタリスト、シンガーであった。彼の子供たちがメンバーとなったグループ、ステイプル・シンガーズのリーダーであった。

## 来歴
ステイプルズはミシシッピ州ウィノーナで生まれた。14人兄弟の末っ子であった。13番目の子供で彼の兄の名前はシアーズであり、彼ら二人の名前は、当時多くの農村部の黒人層が利用していたシカゴのメール・オーダー会社シアーズ・ローバックに由来している。彼は家族と共にミシシッピ州のプランテーションで幼少期を過ごした。3歳の頃にミンターシティへ、7歳のときにドリュー近郊のドッケリーファームに移住している。彼はドリュー周辺でプレイをしていたチャーリー・パットン、ロバート・ジョンソン、サン・ハウスら地元のブルース・ミュージシャンの演奏を耳にし、彼らと共演するようになっていった。彼は中学2年まで学校に通った後中退。ゴスペルのグループで歌手として活動した。18歳のとき、16歳だったオセオラ・ウェアと結婚。1934年には長女のクレオサが生まれた。翌年長男のパーヴィスが誕生した後、一家は1936年、シカゴに移住した。
シカゴではゴスペル・グループのトランペット・ジュビリーズで歌う一方、倉庫や建設現場、後には製鉄所などで働いて生計を立てた。1948年に彼は妻とともに後のステイプル・シンガーズとなるファミリー・グループを結成し、地元教会で活動するようになった。ステイプル・シンガーズは1953年、彼らのレーベル、ロイヤルより「These Are They」でレコード・デビューを果たした。続いて翌年、ユナイテッドより「Sit Down Servant」をリリース。1956年には、ヴィージェイ・レコードと契約し、1961年にかけて「Uncloudy Day」や「Will The Circle Be Broken」などいくつかのシングルをリリースしている。1960年リリースの「This May Be The Last Time」は、後にローリング・ストーンズが「ラスト・タイム」（1965年リリース）としてレコーディングした。1960年代にはリヴァーサイド、エピック、そしてスタックスといったレーベルからリリースを続ける中で音楽性を広げ、フォーク、ロック、ソウル、ジャズなどの分野の新しいファンを獲得していった。
ステイプル・シンガーズは1967年にスタックス入りし、ヒット曲を連発。特に「I'll Take You There」（1972年）、「Let's Do It Again」（1975年）の2曲はBillboardのポップ・チャート、R&Bチャート双方で1位を記録する大ヒットとなった。一方ポップスは1969年、グループ活動とは別に、スティーヴ・クロッパー、アルバート・キングと組み、ブルース・アルバム『Jammed Together』をリリースしている。
1976年、ステイプル・シンガーズは、ザ・バンドのサンフランシスコでの解散コンサートを記録した映画『ラスト・ワルツ』（映画のリリースは1978年）に出演した。彼らのシーンはコンサートでのものではなく、その直後にハリウッドのM.G.M.サウンドステージで収録されている。
1980年代以降はメイヴィスのソロ活動のため、ステイプル・シンガーズの活動頻度は減っていったが、1990年代にはポップスも単独でブルース・フェスティバルに出演するなどソロ活動をするようになった。1992年には、ボニー・レイット、ジャクソン・ブラウン、ライ・クーダーをゲストに迎え、ソロ・アルバム『Peace To The Neighborhood』をリリース。2年後の1994年にはそれに続く『Father Father』をリリースしている。後者ではグラミー賞の最優秀コンテンポラリー・ブルース・アルバム賞を受賞した。。
1992年、ポップスはリズム・アンド・ブルース・ファウンデーションのパイオニア・アウォードを受賞、1998年には国立芸術基金（NEA）のナショナル・ヘリテッジ・フェローシップ（日本の人間国宝に相当）を受賞した。
1999年には、ステイプル・シンガーズのメンバーの一人としてロックの殿堂入りをしている。2018年には、ポップスはブルースの殿堂入りも果たしている。
ポップスは映画の出演もしている。1986年にはトーキング・ヘッズのデイヴィッド・バーンが監督を務めた映画『True Stories（邦題：デイヴィッド・バーンのトゥルー・ストーリー）』にミスター・タッカー役で出演。トーキング・ヘッズの「Papa Legba」を歌った。彼がボーカルを取ったバージョンは、トーキング・ヘッズのアルバム『トゥルー・ストーリーズ』の2006年リマスター版に収録されている。
この他、1997年のバリー・レビンソン監督の映画『ウワサの真相/ワグ・ザ・ドッグ』には自身の役で出演し、ウィリー・ネルソンと共にエドガー・ウィンターが書いた楽曲「Good Old Shoe」を歌っている。
音楽映画では、前述の『ラスト・ワルツ』の他、1972年の『ワッツタックス/スタックス・コンサート』にもステイプル・シンガーズで出演している。
2000年12月19日、ポップスはシカゴ郊外のイリノイ州ドルトンの自宅で死去した。その直前に自宅で転倒し怪我を負っていた。85歳であった。
2010年、ポップスを称えるミシシッピ・ブルース・トレイルの標識が彼の故郷ウィノーナに建立された。マーカーの番号は120番である。
没後の2015年、ポップスの未発表アルバム『Don't Lose This』がリリースとなった。もともとは娘メイヴィスのプロデュースの下レコーディングされたもので、メイヴィスのソロ作にも関わっている ウィルコのジェフ・トゥウィーディーが改めてプロデュースし、彼のギターとスペンサー・トゥウィーディーのドラムスをオーヴァーダブして完成させている。

## ディスコグラフィー
※ステイプル・シンガーズのディスコグラフィーについてはザ・ステイプル・シンガーズ#ディスコグラフィーを参照のこと。

### ソロ作
- 1987年『Pops Staples』(I Am)
- 1992年『Peace To The Neighborhood』(Pointblank)
- 1994年『Father Father』(Pointblank)
- 2015年『Don't Lose This』(dBpm/Anti-)

### 共演作
- 1969年『Jammed Together』(Stax) ※スティーヴ・クロッパー、アルバート・キングとの共演